# سوسو شيشي داميكو
سوسو شيشي داميكو (بالإيطالية: Suso Cecchi D’Amico)‏ (و. 1914 – 2010 م) هي ممثلة، وكاتبة سيناريو، وكاتبة من إيطاليا . ولدت في روما .
توفيت في روما .

## روابط خارجية
- سوسو شيشي داميكو على موقع IMDb (الإنجليزية)
- سوسو شيشي داميكو على موقع قاعدة بيانات الأفلام العربية
- سوسو شيشي داميكو على موقع ألو سيني (الفرنسية)
- سوسو شيشي داميكو على موقع أول موفي (الإنجليزية)
- سوسو شيشي داميكو على موقع قاعدة بيانات الأفلام السويدية (السويدية)
- سوسو شيشي داميكو على موقع قاعدة بيانات الفيلم (الإنجليزية)
- سوسو شيشي داميكو على موقع كينوبويسك (الروسية)